# ゾフィー・イン・バイエルン (1967-)
ゾフィー・ヘルツォーギン・イン・バイエルン（ドイツ語: Sophie Herzogin in Bayern, 1967年10月28日 - ）は、リヒテンシュタイン公世子アロイスの妃。公式称号はリヒテンシュタイン公世子妃（ドイツ語: Erbprinzessin von und zu Liechtenstein）およびリートベルク伯爵夫人（ドイツ語: Gräfin zu Rietberg）。最後のバイエルン王ルートヴィヒ3世の玄孫にあたる。

## 経歴
バイエルン公マックス・エマヌエルとその妻でスウェーデン貴族の伯爵夫人エリーザベト・ドゥグラスの間の長女として生まれた。母方の高祖父にオイレンブルク侯フィリップ、大叔母に反ナチ運動「赤いオーケストラ」の女性活動家リベルタス・シュルツェ＝ボイゼン、叔母にマールバラ公爵夫人ロジータ（第11代マールバラ公爵の3番目の妻）がいる。
4人の妹たちと一緒にヴィルトバート・クロイトで育った。若い頃はゾフィー・バイエルン（ドイツ語: Sophie Bayern）と名乗っていたこともあるが、これは自分の姓に付けられる「イン（in）」が、ドイツ貴族の姓に使われる前置詞の中でも特殊であり、見苦しいと感じたためだった。
1978年から1980年までロレット女子修道会の経営する女子校で学び、同校を離れるとレングリースのホーエンブルク城に移った。1984年から1988年までミュンヘンのアドルフ・ヴェーバー高校に在籍し、アビトゥーアを取得している。また家具調度に関心を持っていたため、ロンドンに数ヶ月間滞在し、インテリアデザインの学校で講習を受けている。その後、アイヒシュテット＝インゴルシュタット・カトリック大学で歴史学と英語学を学んだ。
1993年7月3日にファドゥーツ大聖堂（ザンクト・フローリン大聖堂）において、リヒテンシュタイン侯ハンス・アダム2世の長男アロイスと結婚した。2006年にはリヒテンシュタイン侯世子妃として、フェルトキルヒに妊婦のための相談所を設立している。
ゾフィーはジャコバイトの支持するイングランド・スコットランド王位の継承予定者でもある。伯父のバイエルン王家家長フランツに子供がないため、伯父と父マックス・エマヌエルの後はゾフィーが名目的なイングランド・スコットランド女王ソフィア（英語: Sophia）となり、その後は長男のヨーゼフ・ヴェンツェルが後継者となる予定である。

## 子女
- ヨーゼフ・ヴェンツェル・マクシミリアン・マリア（1995年 - ）
- マリー・カロリーネ・エリーザベト・インマクラータ（1996年 - ）
- ゲオルク・アントニウス・コンスタンティン・マリア（1999年 - ）
- ニコラウス・ゼバスティアン・アレクサンダー・マリア（2000年 - ）